# Калифорнийски университет, Санта Барбара
Калифорнийският университет, Санта Барбара (на английски: University of California, Santa Barbara или UCSB) е обществен университет с изследователска насоченост, намиращ се на брега на Тихия океан в Санта Барбара, Калифорния, САЩ. Принадлежи към калифорнийската щатска университетска система. UCSB е на 35то място от университетите в цял свят и на 27мо в САЩ през 2007 година.

## История
Университетът е създаден през 1905 година като независим от системата на държавните университети (Santa Barbara State College). Неговата ориентация е най-вече за подготовка на учители, езици и изкуства. С помощта на губернатора на Калифорния по това време, през 1944 г. университетът е преместен в системата на Калифорнийските щатски университети, които имат по-голяма изследователска и академична насоченост.

### Събитията по време на войната във Виетнам
През 1960-те и 1970-те години по време на антивоенната съпротива срещу войната във Виетнам университетите в Санта Барбара и Бъркли предизвикват вниманието на националните медии. След поставянето на бомба в преподавателския клуб и запалването на клона на Bank of America тогавашният губернатор Роналд Рейгън налага полицейски час и изпраща Националната гвардия за осигуряването на съблюдаването ѝ. Това става през 1971-1972 учебна година. Един от ораторите на студентите по това време е Джеси Джексън.

## Местоположение и структура
Калифорнийският университет – Санта Барбара се намира на скалите на самия Тих океан. Дворът на университета не принадлежи към града Санта Барбара. Въпреки че е по-близо до новосформирания град Голета, университетът не е част и от него. Всички университети от Калифорнийската щатска система имат автономно управление.
Разделен е на 4 части: Главният двор (Main campus), Щъркеловият двор (Storke campus), Западният двор (West campus) и Северният двор (North Campus). UCSB е един от малкото университети в САЩ със свой собствен плаж. Самият университет е ограден от три страни от Тихия океан и има своя собствена лагуна. На територията му има специално пригодени пътеки само за велосипедисти, тъй като велосипедът е любимо средство за придвижване на почти всички студенти.
Лагуната е голямо изкуствено водно пространство между сградите San Rafael и San Miguel. Много от по-старите сгради се заменят постепенно с нови. Университетът има няколко библиотеки, които съдържат 2.8 милиона тома материали, събрани на микрофилми, звукозаписи, книги, правителствени документи, сателитни снимки и други. Залата, известна като RBR (Reserved Book Room), е отворена за ползване 24 часа. Най-голямата зала (Campbell Hall) има 860 места.
Щъркеловата кула (Storke Tower), завършена през 1969 година, е най-високата постройка в целия окръг Санта Барбара. Радиостанцията KCSB 91.9FM излъчва от тази кула.

### Приемане
Калифорнийският университет – Санта Барбара е сред най-реномираните университети в САЩ. Средният резултат от приемните изпити (SAT score) е 1866. 61% от приетите студенти имат бал (GPA) над 3.7. 96 процента от тях се класират в горните 10% на гимназиалния си клас. Таксата за подаване на документи е $60.

### Студентски живот
Калифорнийският университет в Санта Барбата е известен като града на непрекъснатите празници и забави, или на жаргон – „24 часа купон“. През април 2006 г. списание Playboy поставя училището на второ място по този критерий. Едно от най-популярните сред студентите празнувания е това на Halloween, което се е превърнало в традиция.
Освен с многобройните забави, UCSB е известен и с политическата си активност, особено в областта на защитата на природата и антивоенните демонстрации. През 2006 година огромен студентски протест срещу войната в Ирак напълно парализира магистрала 217 (Highway 217) в близост до двора на университета.
Всяка година през пролетта тук се провежда музикален фестивал със свободен достъп, обикновено посещаван от около 8000 души. Вестникът на университета е Нексъс (Daily Nexus), а радиостанцията – KCSB 91.9.

### Етнически групи
| Етнически групи 2007 | Брой студенти Бакалавър | Брой студенти Магистър и докторат |
| -------------------- | ----------------------- | --------------------------------- |
| Бели                 | 53%                     | 55%                               |
| Азиатци              | 17%                     | 9%                                |
| Мексикански произход | 20%                     | 8%                                |
| Чернокожи            | 3%                      | 2%                                |
| Индианци             | 0,9%                    | 0,6%                              |
| Други                | 2%                      | 5%                                |
| Неизвестен произход  | 6%                      | 20%                               |
| Интернационални      | 1,2%                    | 18,6%                             |

### Преподаватели

#### Нобелови лауреати
- Дейвид Грос (1941-) - Нобелова награда за физика (2004)
- Фин Ерланд Кюдланд (1943-) – Нобелова награда за икономика (2004)
- Херберт Крьомер (1928-) – Нобелова награда за физика (2000)
- Алан Хийгър (1936-) – Нобелова награда за химия (2000)
- Уолтър Кон (1923-) – Нобелова награда за химия (1998)